# Lord sindaco di Londra

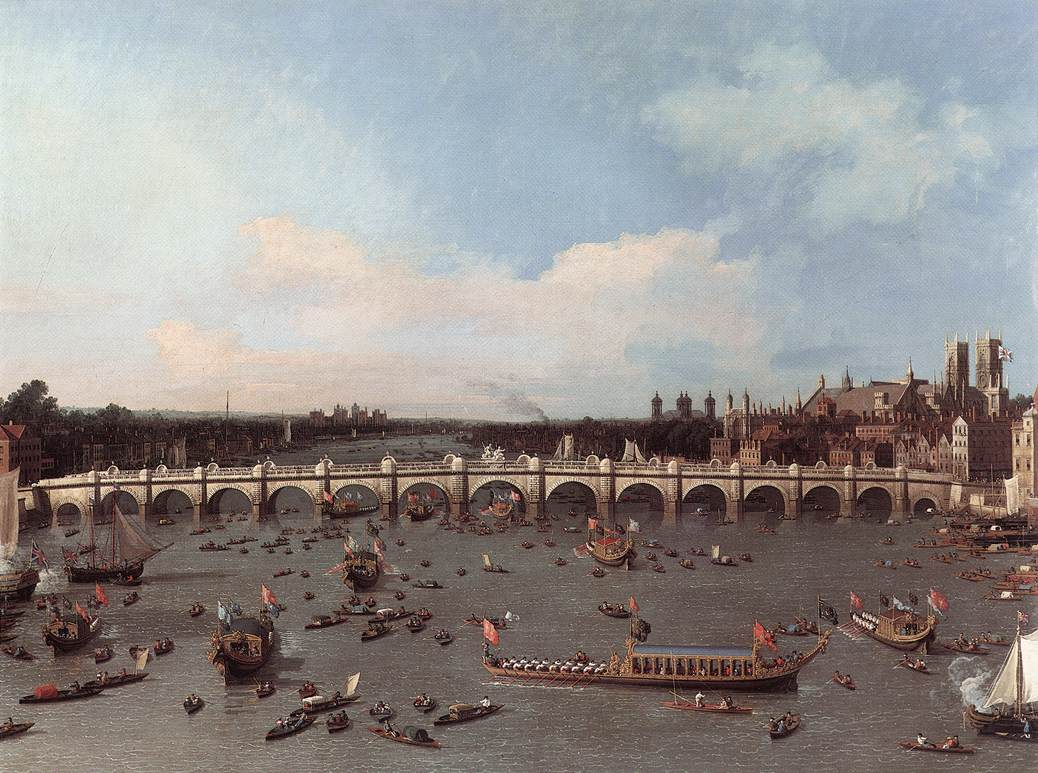
Nel 1747, il Lord Mayor si recava a Westminster Hall con una cerimonia navale sul Tamigi.

Lord sindaco di Londra (in inglese The Right Honourable Lord Mayor of London) è il titolo che viene attribuito al sindaco e capo della corporazione di Londra che rappresenta la Città di Londra, la contea-borgo di 2,9 km², situata nel centro di Londra. 
Il lord sindaco dev'essere distinto dal sindaco di Londra: il primo è sindaco del solo quartiere Città di Londra, mentre il secondo è sindaco di Londra e governa un'area molto più estesa. Nel 2006 la corporazione di Londra ha lievemente modificato il proprio nome. Contemporaneamente il titolo comunemente usato di "Lord Mayor of London" è divenuto "Lord Mayor of the City of London", ovvero "Lord sindaco della Città di Londra".
Nel corso dei secoli, il ruolo del Lord Mayor è stato quello di rappresentare, promuovere e sviluppare gli affari ed i cittadini della City of London. Oggi questi affari sono principalmente incentrati nel settore della finanza. Come capo della Corporation of the City of London, il Lord Mayor è il portavoce della città nei confronti delle autorità oltre ad avere importanti incarichi cerimoniali e sociali. Egli è apolitico; non rappresenta alcun partito o movimento ed è bensì un plutocrate; questo fatto gli dona una credibilità molto importante, sia all'interno sia all'estero, nel campo della finanza.

## Storia
L'ufficio venne istituito nel 1189; il primo ad esserne investito fu Sir Enrico Fitz-Aylwin di Londonestone. Il sindaco della Città di Londra veniva eletto dalla City, piuttosto che nominato dal sovrano a mezzo in un editto reale come quello emesso da re Giovanni nel 1215. Il titolo Lord sindaco venne usato dopo il 1354, quando venne attribuito a Sir Tommaso Legge (poi confermato per altri due mandati) da Edoardo II.
I Lord Mayor sono eletti per un periodo di un anno e di norma non lo sono per più anni consecutivi, almeno ai giorni nostri. Molti Lord sindaci hanno svolto più mandati ma soltanto uno, Sir Aimone di Chigwell, ne ha svolti sei (1319, 1321, 1322, 1323, 1325 e 1327). Quattro mandati hanno avuto Sir Nicolas di Farringdon (1308, 1313, 1320 e 1323), Sir Ricardo Whittington (1397, 1398, 1406 e 1419) e Sir Giovanni di Poultney (1330, 1331, 1333 e 1336).
Dame Mary Donaldson, eletta nel 1983, è stata la prima donna che sia stata eletta a questo incarico, seguita da Dame Fiona Woolf nel 2013/14.

## Titoli ed onori

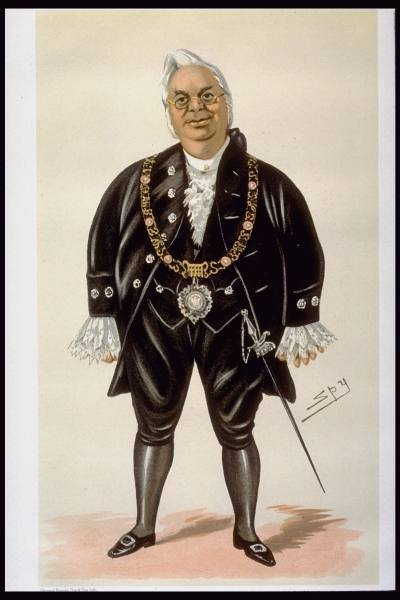
Ritratto del Lord-Sindaco McArthur, ad opera di Leslie Ward, 1881

Delle 66 grandi città del Regno Unito, la City of London è tra le 30 a disporre di un Lord Mayor (o in Scozia, Lord Provost). Il Lord Mayor ha il trattamento di Right Honourable, egual privilegio esteso anche ai Lord Mayor di York, Cardiff e Belfast, ed ai Lord Provost di Edimburgo e Glasgow.
Le donne ammesse a ricoprire questo incarico ottengono la carica di Lord Mayor, mentre la moglie di un Lord Mayor in carica è conosciuta come Lady Mayoress, sebbene questa non goda dei medesimi privilegi del marito.
È tradizione creare cavaliere un Lord Mayor dopo che abbia preso l'incarico e baronetto al suo ritiro, ad ogni modo questo non viene sempre fatto in quanto le nomine sono e rimangono a discrezione del monarca regnante. Questa tradizione è stata mantenuta sistematicamente tra il XVI ed il XIX secolo, mentre attualmente (in particolar modo dopo la cessazione della creazione di baronetti ereditari), i Lord Mayor vengono perlopiù insigniti del ruolo di cavaliere o dama di Gran croce dell'ordine dell'Impero britannico. In ogni caso, quando capi di Stato stranieri si recano in visita nel Regno Unito, possono conferire onorificenze al Lord Mayor. Per esempio nel 2001, Sir David Howard venne creato Gran cordone dell'ordine dell'indipendenza di Giordania a seguito della visita di stato del re Abd Allah II di Giordania.

## Elezione

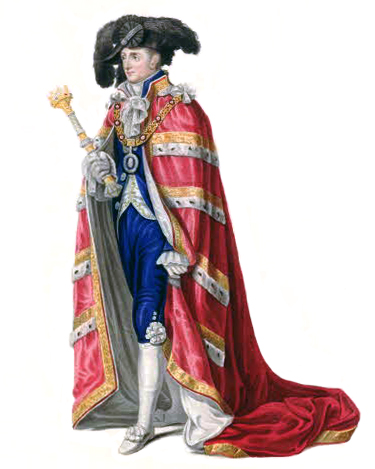
Il Lord Mayor indossa la veste dell'incoronazione e porta lo scettro di cristallo all'incoronazione di Giorgio IV

Il Lord Mayor viene eletto dalla Common Hall la quale viene convocata dal Lord Mayor in carica nella Guildhall il giorno di San Michele (29 settembre) o nel giorno settimanale più vicino. Votando per alzata di mano, successivamente, l'elezione viene poi approvata dal consiglio.
Sino al 1385 l'aver ricoperto in precedenza l'incarico di sceriffo era un prerequisito per l'elezione a Lord Sindaco. Il giorno della sua elezione, dopo un discorso, il nuovo capo riceve le insegne del suo potere: il sigillo, la borsa, la spada e la mazza cerimoniale.

## Lord Mayor's Show

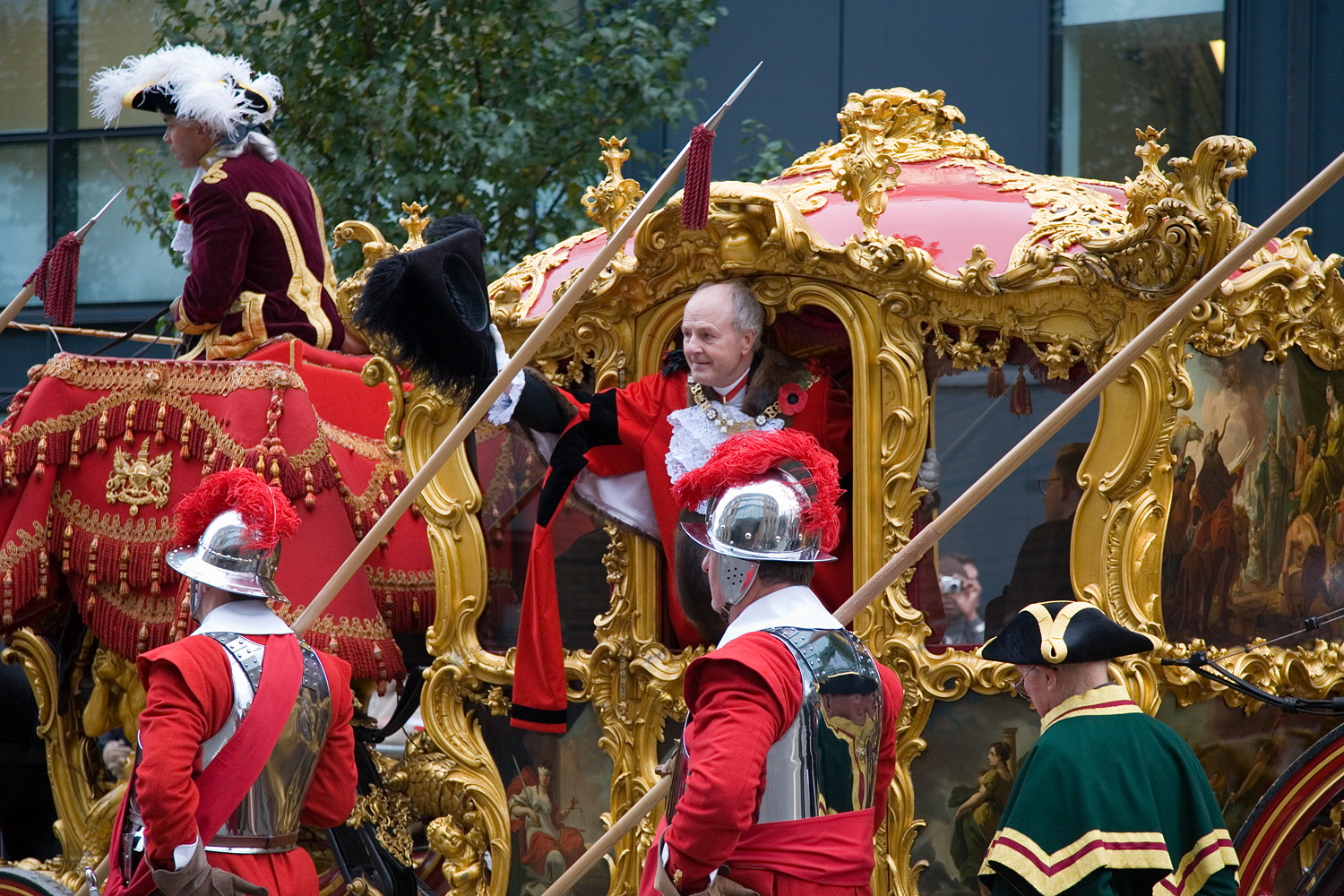
Sir John Stuttard, Lord-Sindaco di Londra, durante la parata del 2006

Il giorno della propria elezione ufficiale, il Lord Mayor partecipa ad una processione che si svolge nella città di Londra e che si pone come meta del percorso la « Royal Courts of Justice » nella città di Westminster, dove il Lord Mayor giura fedeltà alla corona. Questa processione è comunemente conosciuta come « Lord Mayor's Show » ed è uno degli eventi più lunghi e pomposi che annualmente si svolgono a Londra. Il Lord Mayor viaggia sulla carrozza di stato che venne costruita nel 1757 col costo di £1,065.0s.3d. Alla sera di norma si tengono i fuochi d'artificio.

## Galleria d'immagini

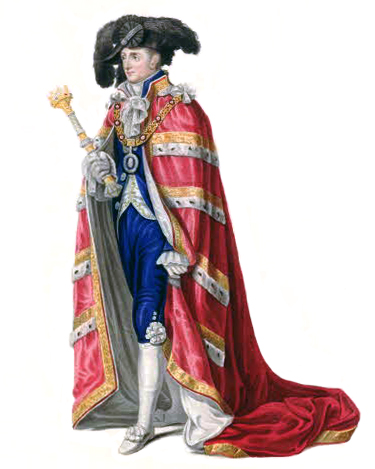
Il Lord Mayor indossa la veste dell'incoronazione e porta lo scettro di cristallo all'incoronazione di Giorgio IV
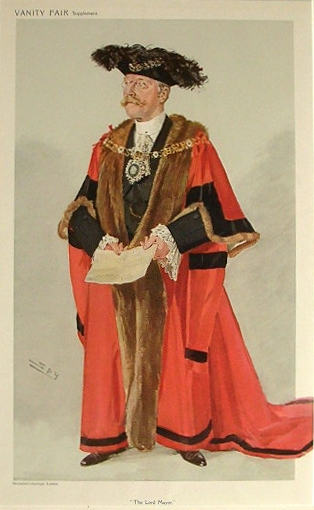
La veste scarlatta, con strascico
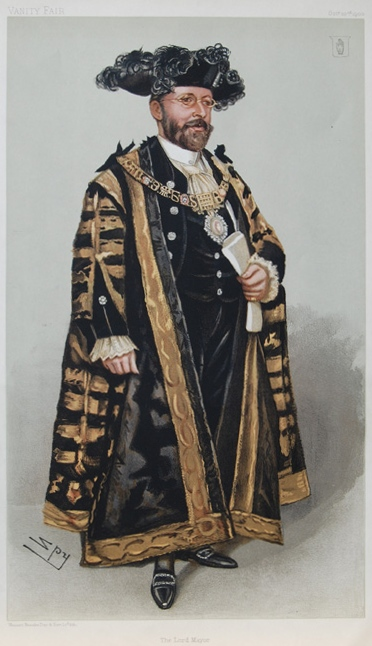
La tunica divertente
Stemma personale del Lord Mayor William Russell
Stemma personale del Lord Mayor Michael Mainelli